# Contea di Terry
La contea di Terry in inglese Terry County è una contea dello Stato del Texas, negli Stati Uniti. La popolazione al censimento del 2010 era di 12 761 abitanti. Il capoluogo di contea è Brownfield. La contea è stata creata nel 1876 ed organizzata nel 1904. Il suo nome deriva da Benjamin Franklin Terry, un colonnello della Confederate States Army.

## Geografia
| Anno | Popolazione | ±%       |
| ---- | ----------- | -------- |
| 1890 | 21          | Note:    |
| 1900 | 48          | 128.6%   |
| 1910 | 1,474       | 2,970.8% |
| 1920 | 2,236       | 51.7%    |
| 1930 | 8,883       | 297.3%   |
| 1940 | 11,160      | 25.6%    |
| 1950 | 13,107      | 17.4%    |
| 1960 | 16,286      | 24.3%    |
| 1970 | 14,118      | −13.3%   |
| 1980 | 14,581      | 3.3%     |
| 1990 | 13,218      | −9.3%    |
| 2000 | 12,761      | −3.5%    |
| 2010 | 12,651      | −0.9%    |

Secondo l'Ufficio del censimento degli Stati Uniti d'America la contea ha un'area totale di 891 miglia quadrate (2310 km²), di cui 889 miglia quadrate (2305 km²) sono terra, mentre 2,1 miglia quadrate (5,4 km², corrispondenti al del territorio) sono costituiti dall'acqua.

### Strade principali
- U.S. Highway 62
- U.S. Highway 82
- U.S. Highway 380
- U.S. Highway 385
- State Highway 137

### Contee adiacenti
- Hockley County (nord)
- Lynn County (est)
- Dawson County (sud-est)
- Gaines County (sud)
- Yoakum County (over)
- Cochran County (nord-ovest)
- Cochran County (nord-est)